# Un modo di essere donna
Pour plus de détails, voir Fiche technique et Distribution.
Un modo di essere donna est un drame sentimental italien réalisé par Pier Ludovico Pavoni et sorti en 1973.

## Synopsis
Francesca et Sibilla sont deux étudiantes à l'université de Pise. Elles ont des expériences sentimentales et sexuelles.

## Fiche technique
- Titre original italien : Un modo di essere donna[1] (litt. « Une façon d'être femme »)
- Réalisateur : Pier Ludovico Pavoni
- Scénario : Fulvio Gicca Palli
- Photographie : Roberto Gerardi
- Montage : Franco Fraticelli
- Musique : Piero Piccioni
- Décors et costumes : Nadia Vitali
- Sociétés de production : Aquila Cinematografica (1971), Grandi Produzioni Italiane (G.P.I.), I.F.C. - International Film Company
- Pays de production :  Italie
- Langue originale : italien
- Format : Couleur - Son mono
- Durée : 95 minutes
- Genre : drame sentimental
- Dates de sortie :
  - Italie : 12 octobre 1973

## Distribution
- Marisa Berenson : Sibilla Ferrandi
- Stefania Casini : Francesca
- Ray Lovelock : Vasco
- Riccardo Salvino : Fabrizio
- Venantino Venantini : Simone
- Fabrizio Moroni : Jacopo
- Andrea Manni : Mike